# Schön Klinik Rendsburg

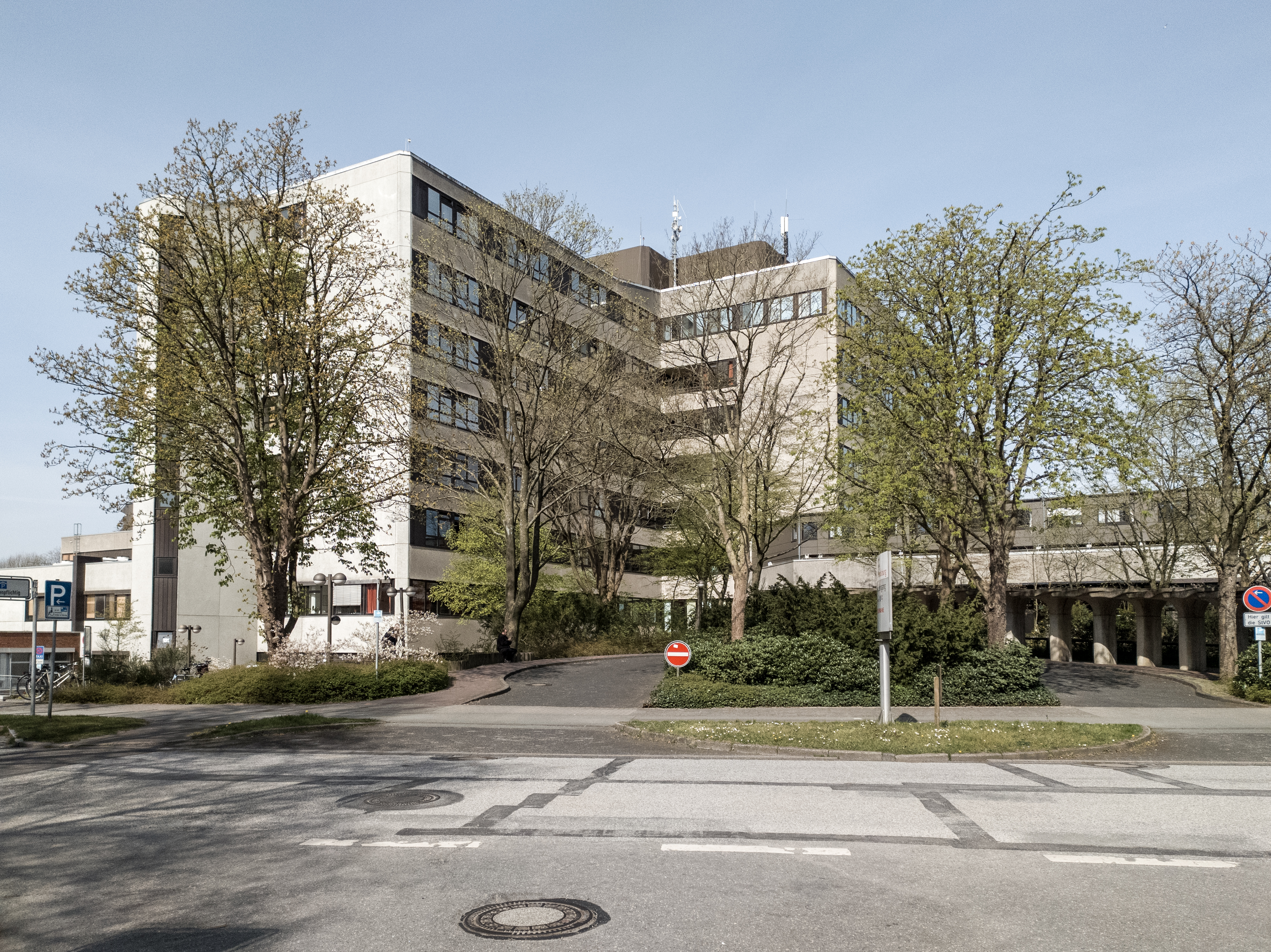
Haupteingang der Klinik Rendsburg

Die Schön Klinik Rendsburg (früher: Imland Klinik Rendsburg, davor Kreiskrankenhaus Rendsburg) ist ein Krankenhaus in Rendsburg mit 20 medizinischen Fachabteilungen. Es ist ein Akademisches Lehrkrankenhaus der Christian-Albrechts-Universität zu Kiel.
Im Klinikum Rendsburg arbeiten heute ca. 240 Ärzte und 450 Pflegekräfte, welche die Versorgung von jährlich rund 21.500 stationären und mehr als 33.000 ambulanten Patienten sicherstellen. Das Krankenhaus verfügt über 582 Betten (2021). Im Erdgeschoss des Gebäudes befindet sich zusätzlich die Kassenärztliche Vereinigung Schleswig-Holstein (KVSH), ein Verbund von 42 niedergelassenen Ärzten, welche dem Patienten außerhalb der üblichen Praxiszeiten für ambulante Behandlungen zur Verfügung steht. Auf einem Nebengebäude befindet sich ein Hubschrauberlandeplatz.
Die Einrichtung gehört seit 1. August 2023 zur Münchner Schön-Klinik-Gruppe.

## Geschichte

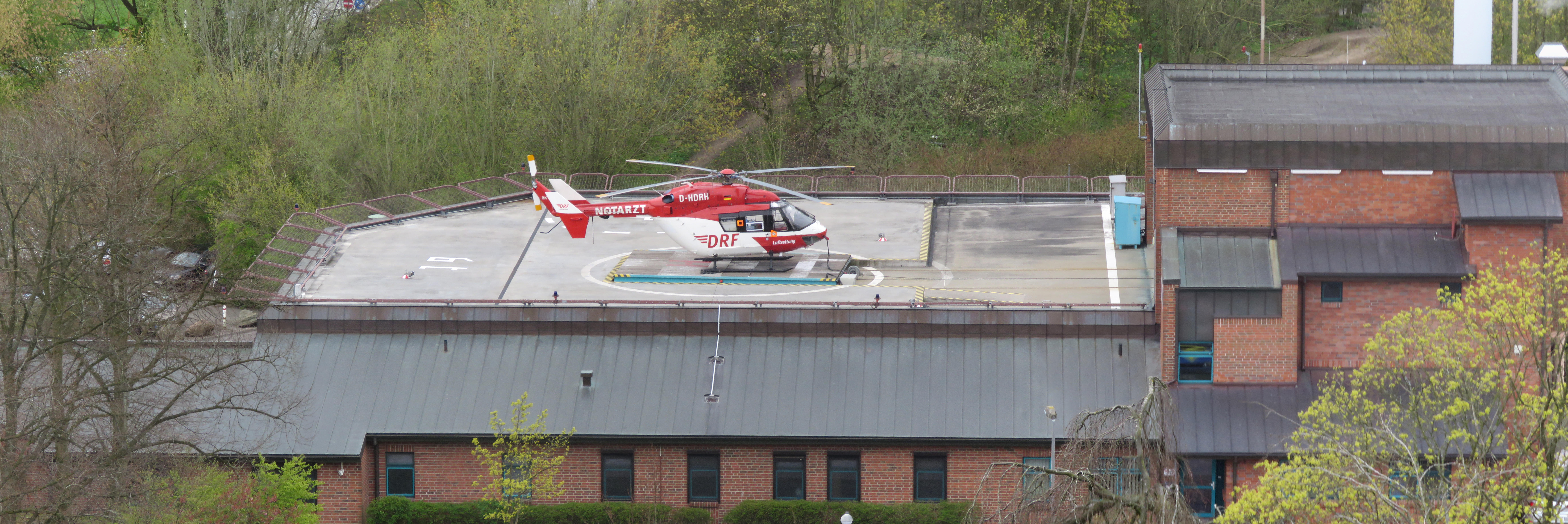
Hubschrauberlandeplatz

Im Jahre 1884 wurde in Rendsburg das erste Krankenhaus zur Versorgung der Bevölkerung gegründet, welches bis ins Jahr 1939 durch mehrere Anbauten und eine neu errichtete Krankenbaracke erweitert wurde. Nach dem Zweiten Weltkrieg erfolgte zunächst die Nutzung von acht ehemaligen Hilfslazaretten der Wehrmacht, welche über die Stadt verteilt waren. Die alliierte Militärverwaltung forderte die Vorhaltung von 750 Betten in Rendsburg. In Gebäuden der früheren Blottnitz-Kaserne wurde deshalb ab 1946 zusätzlich ein Hilfskrankenhaus eingerichtet. Um die räumliche Trennung der nun zwei Krankenhäuser aufzulösen, wurden weitere Teile des Unterkunftsbereichs und ein Wirtschaftsgebäude der ehemaligen Kaserne geräumt und für den medizinischen Betrieb umgebaut, bis das alte Rendsburger Krankenhaus schließlich 1952 vollkommen geschlossen werden konnte. Ein 3,5 Hektar großes Teilstück des früheren Kasernenareals wechselte 1965 den Eigentümer und gehörte nunmehr der Stadt Rendsburg.
1973 startete der Bau des heutigen Krankenhauskomplexes, welcher schließlich 1979 in Betrieb genommen werden konnte. Die alten Kasernenanlagen mussten dem Neubau weichen. Die Trägerschaft für das Krankenhaus ging dann 1983 von der Stadt Rendsburg auf den Kreis Rendsburg-Eckernförde über. 1993 wurden die Kreiskrankenhäuser und Kreissenioreneinrichtungen des Kreises Rendsburg-Eckernförde in einer gemeinnützigen GmbH neu zusammengefasst. 2000 entstand ein neues Gebäude für die Abteilung der Psychiatrie und Psychotherapie. Aus den beiden Krankenhäusern in Eckernförde und Rendsburg entstand 2006 ein Schwerpunktkrankenhaus mit zwei Standorten und zunächst 777 Betten. Im selben Jahr wurde die Chirurgische Ambulanz in Rendsburg geschaffen. 2008 konnte die Geriatrie ihren Betrieb aufnehmen, 2009 wurden Herzkatheterlabor, Kinderklinik und die Stroke Unit fertig gestellt. 2010 folgte dann die Gründung der Imland gGmbH, die zunächst die Kliniken in Eckernförde und Rendsburg sowie die Senioreneinrichtungen umfasste.
Auf dem Hubschrauberlandeplatz der Klinik hatte Christoph 42 bis Juli 2020 seinen Standort, seitdem ist der Rettungshubschrauber auf dem Flugplatz Rendsburg-Schachtholm stationiert.
Das Krankenhaus war Teil des 6K-Verbundes der schleswig-holsteinischen Krankenhäuser. Mit dem Eigentümerwechsel zur Schön Klinik-Gruppe wird die Imland gGmbH liquidiert.

## Entwicklung ab 2014
Ab 2014 schrieb die Imland-Klinikgesellschaft Verluste. In einem ersten Schritt trennte sich 2016 das Unternehmen von den Seniorenhäusern in Eckernförde, Nortorf und Jevenstedt, die an die Stiftung Diakoniewerk Kropp und das Diakonische Werk Altholstein GmbH übereignet wurden. Ende 2018 wurde der seit 1994 bestehende Managementvertrag mit der Sana Kliniken AG aufgelöst. 2020 konnte das Bildungszentrum mit 180 Ausbildungsplätzen in einem neuen Gebäude in Rendsburg seine Arbeit aufnehmen.
Die wirtschaftlichen Probleme aber blieben bestehen. Im Frühjahr 2021 wurde daher eine Wirtschaftsprüfungsgesellschaft mit einem Gutachten für mögliche Maßnahmen zur Sanierung der Gesellschaft beauftragt. Im Ergebnis wurden Mitte 2021 zunächst drei Szenarien vorgestellt, die von der unveränderten Beibehaltung der medizinischen Versorgung an beiden Standorten bis hin zur Aufgabe des stationären Betriebs in Eckernförde reichten. Je nach Szenario schwankten die notwendigen Beiträge allein der Gesellschafter zwischen 42 und 55 Millionen Euro für die Sicherung der Gesellschaft. Zugleich lag ein Arbeitsplatzabbau zwischen 100 und 400 Vollzeitstellen den Szenarien zugrunde. Kurz darauf wurde als vierte Variante ein kompletter Klinikneubau an der Bundesautobahn 7 bei Rendsburg ins Gespräch gebracht. Hiergegen sprach sich die Stadt Rendsburg aus. Anfang 2022 wurden weitere Varianten durch die Gesellschaft vorgestellt, darunter das Szenario 5, welches zwar den Erhalt beider Standorte zum Gegenstand hat, jedoch in Eckernförde die Konzentration auf ein internistisch-altersmedizinisches und psychiatrisches Angebot inklusive Schmerztherapie und Notfallambulanz vorsieht. In Rendsburg sollen demnach die anderen Abteilungen zusammengeführt werden. Die Schleswig-Holsteinische Landesregierung signalisierte hierzu ihre Zustimmung und stellte eine finanzielle Unterstützung in Aussicht. Der Kreistag von Eckernförde-Rendsburg beschloss die Umsetzung des Szenarios 5 im Februar 2022.
Doch hiergegen regte sich Widerstand. Es wurden für ein Bürgerbegehren Unterschriften gesammelt, dessen Ziel der Erhalt der Grund- und Regelversorgung mit zentraler Notaufnahme, Allgemein- und Unfallchirurgie, Innerer Medizin, Gynäkologie, Geburtshilfe sowie Geriatrie am Standort Eckernförde sowie der Psychiatrie am Standort Rendsburg ist. 11.300 gültige Unterschriften wurden vorgelegt, sodass das Bürgerbegehren erfolgreich war. Der entsprechend folgende Bürgerentscheid fand am 6. November 2022 statt. Bei einer Beteiligung von 29,5 Prozent der Stimmberechtigten votierte eine Mehrheit von 67,5 Prozent für den unveränderten Erhalt der beiden Klinikstandorte. Daraufhin beantragte Anfang Dezember 2022 die Klinik ein Schutzschirmverfahren in Eigenverwaltung, da eine Insolvenz drohe. Durch diesen Schritt ist die Klinik an den Bürgerentscheid nicht mehr gebunden. Die Klinik legte dem Land dennoch Vorschläge zur Umsetzung des Bürgerentscheides vor, die jedoch vom Landeskrankenhaus-Ausschuss, der sich aus Vertretern von Kliniken, Kommunen, Kassen und Gesundheitsministerium zusammensetzt, abgelehnt wurden. Nach der Einleitung des Schutzschirmverfahrens stellten einige Firmen auf der Rendsburger Klinikbaustelle ihre Arbeiten trotz Zahlungszusagen im Dezember 2022 zunächst ein, setzten jedoch im Januar 2023 die Bautätigkeiten wieder fort.
Im März 2023 unterbreitete das Städtische Klinikum in Kiel ein Übernahmeangebot für die Imland Kliniken. Doch der Kreistag entschied sich gegen diese Fusion im öffentlichen Bereich und für eine Privatisierung.
Mit Wirkung zum 1. August 2023 hat die Schön Klinikgruppe beide Imland Kliniken übernommen.